# Технологічний апарат

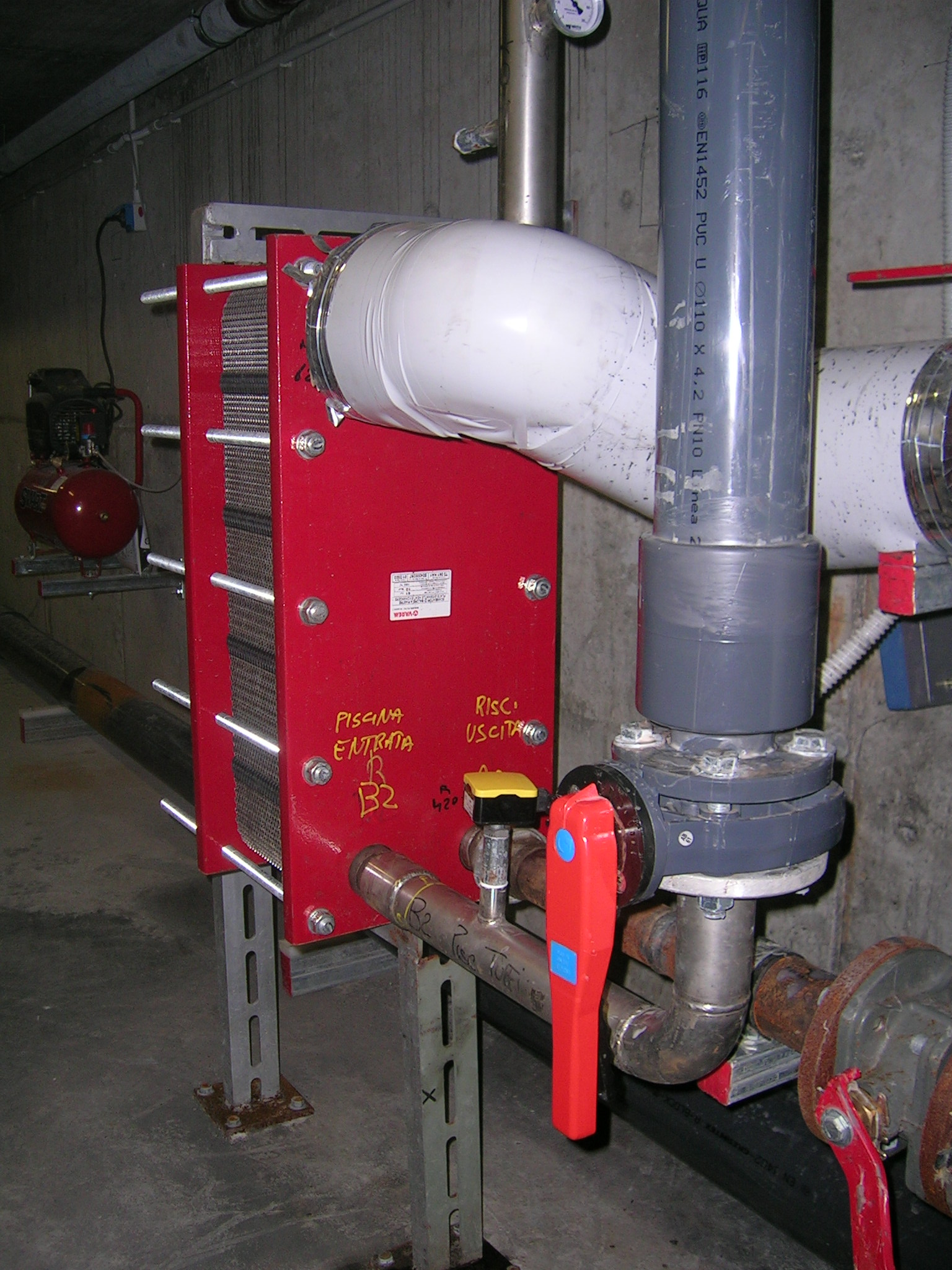
Теплообмінний апарат

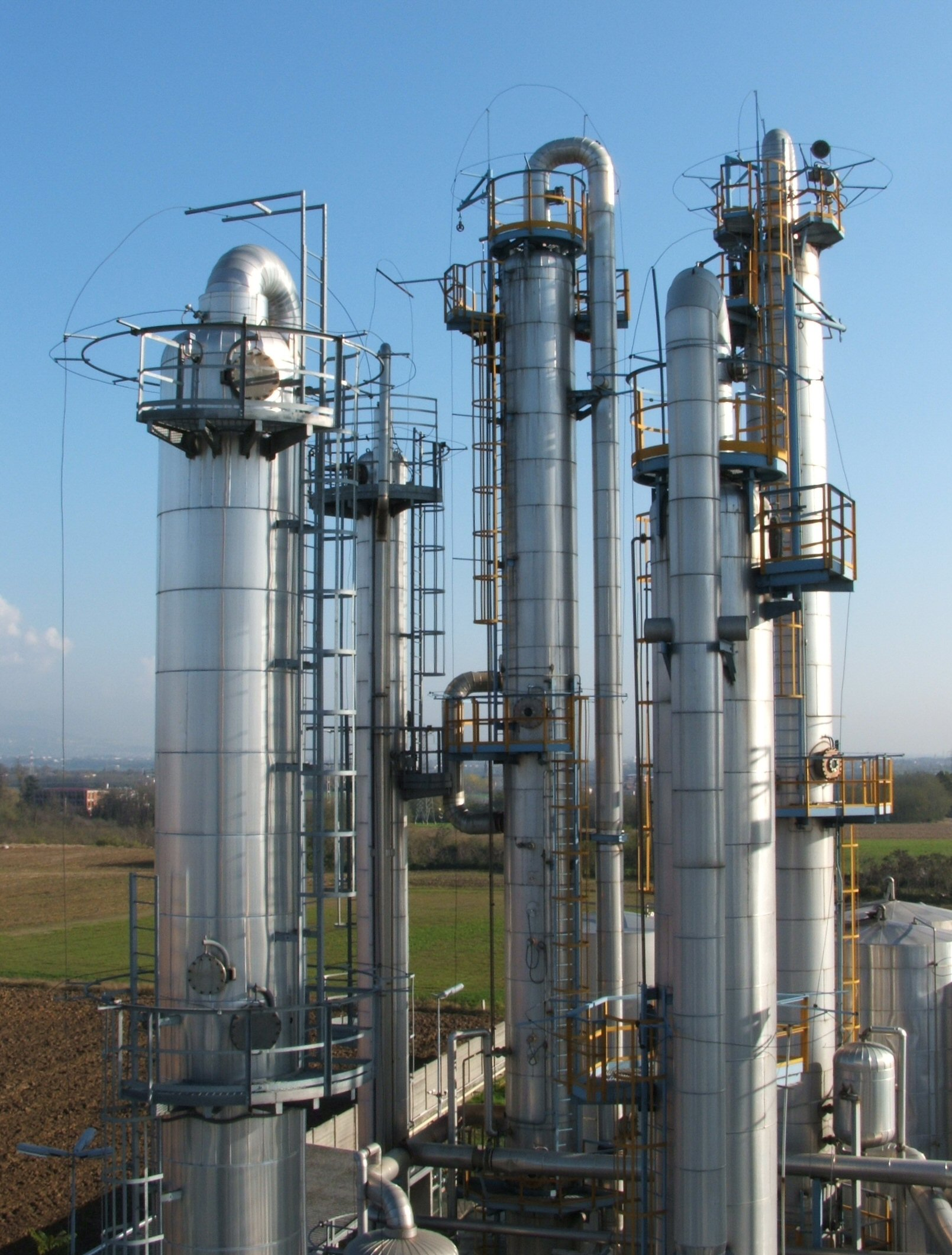
Промислові ректифікаційні колони

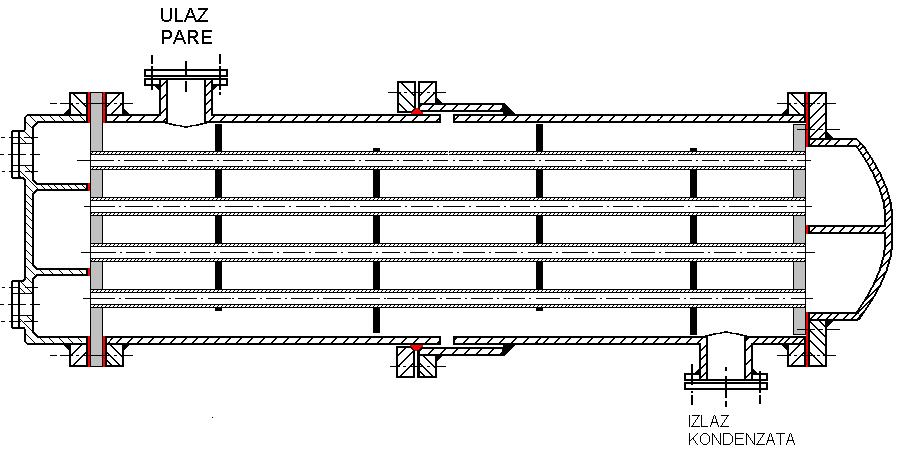
Конденсатор у розрізі

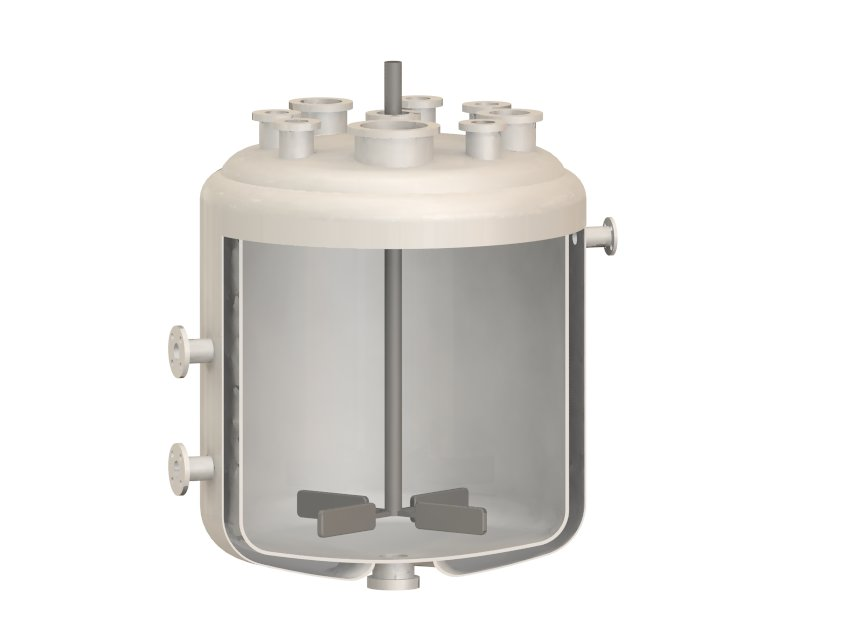
Ємкісний хімічний реактор (у розрізі) періодичної дії з мішалкою та охолоджувальною сорочкою

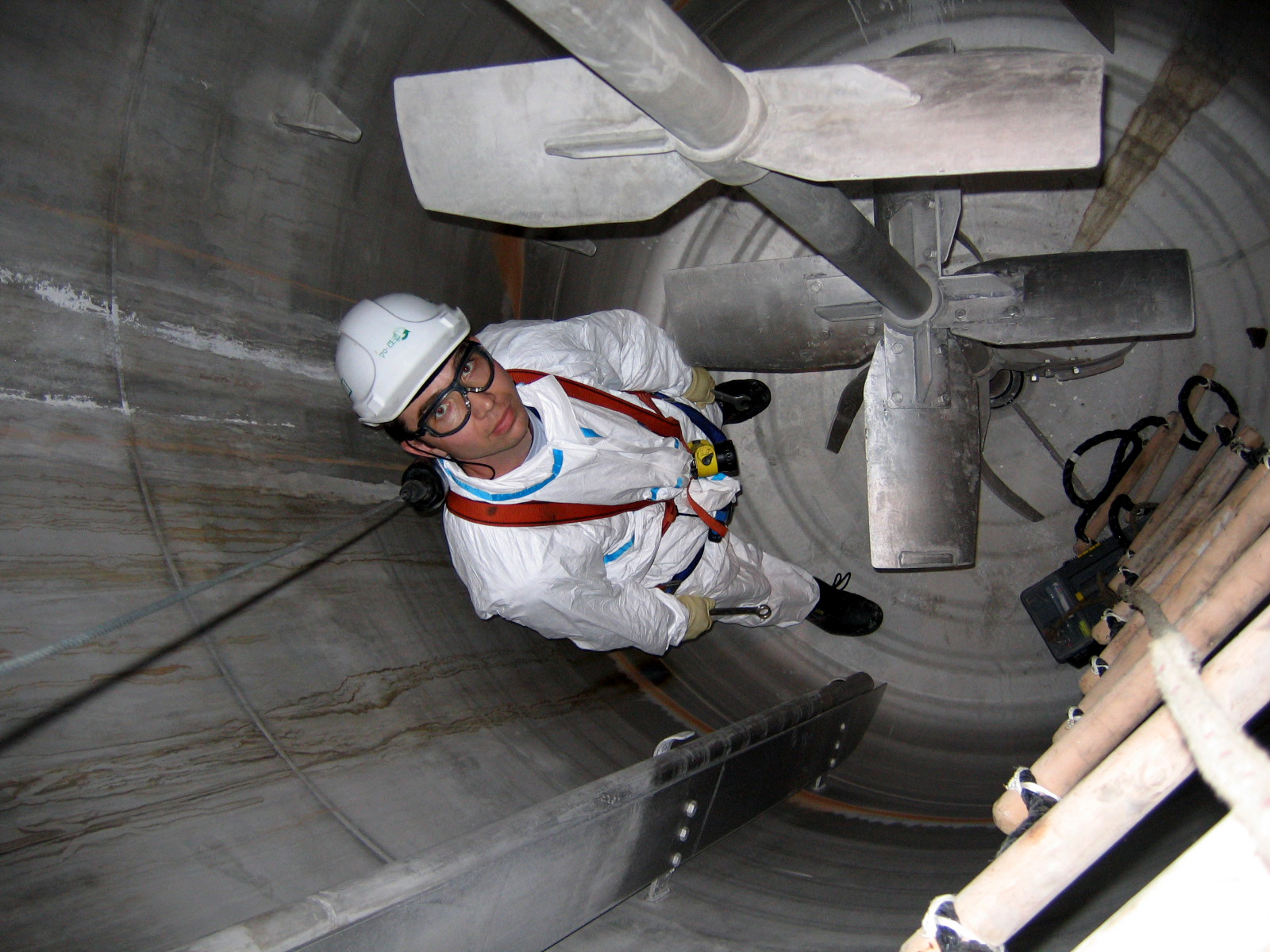
Ємкісний хімічний реактор (вигляд зсередини) з нержавкої сталі (ANSI 316) з триступеневою мішалкою під час перевірки внутрішнього стану

Технологі́чний апара́т — технологічне устаткування, що призначене для здійснення в ньому хімічних, фізичних або фізико-хімічних процесів (хімічна реакція, теплообмін без зміни агрегатного стану, випаровування, конденсація, кристалізація, розчинення, випарювання, ректифікація, абсорбція, адсорбція, сепарація, фільтрація тощо) а також для зберігання чи переміщення в них різноманітних речовин.
За ДСТУ 3007-95:
Апарат (технологічний) — устаткування, з обов'язковою наявністю робочого органу для здійснення впливу на продукти, який змінює їхні фізичні та хімічні властивості або агрегатний стан

## Загальні поняття
Апаратними називають технологічні процеси, які протікають під впливом теплової, хімічної або електричної енергії у спеціальних апаратах: печах, реакторах, автоклавах, ваннах тощо. На відміну від механічних процесів, за яких змінюються розміри, форма і зовнішній вигляд предмета праці, в апаратних процесах одержують продукт, відрізняється від сировини за хімічним складом чи агрегатним станом.
Апаратні процеси поширені в хімічній, нафтопереробній, металургійній, харчовій промисловості, а також у виробництві електричної та теплової енергії.
У залежності від виду процесу, що відбувається в технологічному апараті, останній отримує свою назву: хімічний реактор, ядерний реактор, теплообмінник, конденсатор тощо.
Речовини, що містяться чи переробляються в апаратах, можуть: перебувати у різних агрегатних станах (частіше у рідкому чи газоподібному, рідше у твердому), мати різну хімічну активність (стосовно конструкційних матеріалів) — від інертних до агресивних, бути стосовно обслуговчого персоналу нешкідливими аж до шкідливих та вибухо- вогненебезпечних.

## Режими роботи
Різні технологічні процеси в апаратах здійснюються при різних, властивих кожному процесу, тисках — від глибокого вакууму до надлишкового у сотнях тисяч кПа та температурах — від —250 до +900 °C.
Режим роботи апаратів може бути неперервним і періодичним, а встановлення апаратів може бути стаціонарним (у приміщенні чи на відкритому майданчику) і нестаціонарним (передбачає чи допускає переміщення апарату).

## Особливості будови технологічних апаратів
Усі апарати поряд з наявністю в них своїх специфічних пристроїв, зазвичай складаються з таких основних елементів:
- циліндричного корпусу (з однієї чи декількох обичайок);
- днища;
- кришки;
- штуцерів (для приєднання трубопровідної арматури та трубопроводів);
- пристроїв для приєднання контрольно-вимірювальних приладів;
- люків;
- опор;
- зварних і фланцевих з'єднань;
- риштування.

Власне апарати поділені за найзручнішою для конструювання ознакою на три характерних види: ємнісні, теплообмінні і колонні.

### Ємкісні апарати
Основною ознакою ємкісних апаратів є відношення довжини (висоти) до діаметра H/D ≤ 5, у яких можуть бути різноманітні спеціальні внутрішні пристрої (мішалки, розбризкувачі тощо), а також зовнішні обігрівальні (охолоджувальні) сорочки.

### Теплообмінні апарати
Відрізняльною ознакою теплообмінників (переважно кожухотрубних) є наявність у них теплообмінної поверхні незалежно від розташування апарата (горизонтального чи вертикального).

### Колонні апарати
Особливістю колонних апаратів є їх вертикальне розташування та відношення H/D > 5, у яких розміщені додаткові пристрої у вигляді тарілок чи насадок (у сорбційних та ректифікаційних колонах).

## Основні розрахункові параметри
Основними розрахунковими параметрами для вибору конструкційного матеріалу і розрахунку елементів апарату на міцність є температура і тиск середовища робочого процесу.

### Температура
Розрізняють робочу і розрахункову температури:
Робоча температура t — це температура середовища технологічного процесу при нормальному його перебігу.
Розрахункова температура tR — це температура стінки для визначення фізико-механічних характеристик конструкційного матеріалу і допустимих напружень. Визначається на основі теплового розрахунку та результатів випробувань.

### Тиск
Розрізняють робочий, розрахунковий, умовний (номінальний) і пробний тиски.
Робочий тиск p — максимальний внутрішній надлишковий або зовнішній тиск середовища в апараті при нормальному перебігу технологічного процесу без врахування гідростатичного тиску і допустимого короткочасного підвищення тиску під час спрацювання запобіжного пристрою (клапана). Для випадку розрідження робочим тиском є вакуум.
Розрахунковий тиск pR — максимальний допустимий робочий тиск, на який роблять розрахунок міцності і стійкості елементів апарату при їх максимальній температурі.
Умовний (номінальний) тиск pу — надлишковий робочий тиск при температурі елементів апарату 20 °C (без врахування гідростатичного тиску). Умовні тиски приймають за ГОСТ 356-80 при стандартизації апаратів та їх вузлів з ряду 0,10 (1,0); 0,16 (1,6); 0,25 (2,5); 0,40 (4,0); 0,63 (6,3); 1,00 (10); 1,60 (16); 2,50 (25); 4,00 (40); 6,30 (63); 10,00 (100); 12,50 (125); 16,00 (160); 20,00 (200); 25,00 (250); 32,00 (320); 40,00 (400); 50,00 (500); 63,00 (630); 80,00 (800); 100,00 (1000); 160,00 (1600); 250,00 (2500) МПа (кгс/см²).
Під пробним тиском (pпр) слід розуміти надлишковий тиск, при якому повинно проводитись гідравлічне випробування апарату, арматури і деталей трубопроводу на міцність і герметичність водою при температурі не менше 5 °C і не більше 70 °C, якщо в нормативно-технічній документації не зазначено конкретне значення цієї температури. Граничне відхилення значення пробного тиску не повинно перевищувати ± 5 %.

### Класифікація технологічних апаратів
За ОСТ 26 291-94 технологічні апарати поділяються на п'ять груп:
- Група 1 — розрахунковий тиск pR>0,07 МПа незалежно від температури для вибухонебезпечного і пожежонебезпечного середовища 1 та 2 класів небезпеки за ГОСТ 12.1.007-76[4]
- Група 2 для наступних співвідношень розрахункових тиску і температури:
  - 0,07 МПа < pR < 2,5 МПа, tR > +400 °С;
  - 2,5 МПа < pR < 5,0 МПа, tR > +200 °С;
  - 4,0 МПа < pR < 5,0 МПа, tR < —40 °С;
  -  pR > 5,0 МПа незалежно від температури.
- Група 3 для наступних співвідношень розрахункових тиску і температури:
  - 0,07 МПа < pR < 1,6 МПа, 200 °С < tR < +400 °С та  tR < -20 °С;
  - 1,6 МПа < pR < 2,5 МПа, tR < +400 °С;
  - 2,5 МПа < pR < 4,0 МПа, tR < +200 °С;
  - 4,0 МПа < pR < 5,0 МПа, —40 °С < tR > +200 °С.
- Група 4 для співвідношень розрахункових тиску і температури:
  - 0,07 МПа < pR < 1,6МПа, —20 °С < tR > +200 °С.
- Група 5а та Група 5б для розрахункового тиску pR<0,07 МПа незалежно від температури для вибухонебезпечного і пожежонебезпечного середовища 1, 2, 3 класів та 4 класу небезпеки за ГОСТ 12.1.007-76, відповідно.